# Нікітинка (Єрмекеєвський район)
Нікі́тинка (рос. Никитинка, башк. Никитинка) — присілок у складі Єрмекеєвського району Башкортостану, Росія. Входить до складу Суккуловської сільської ради.
Населення — 6 осіб (2010; 12 в 2002).
Національний склад:
- чуваші — 92 %